# Diderik Peter Svendsen
Diderik Peter Svendsen, född 5 mars 1824 i Nakskov, död 13 november 1884, var en dansk kyrkoherde i Fuglede på Själland. Han var även psalmförfattare och representerad i den danska Psalmebog for Kirke og Hjem.

## Psalmer
- Jesus, kom dog nær til mig (Översättning av Angelus Silesius tyska text Jesu, komm doch selbst zu mir.)